# 伊賀焼

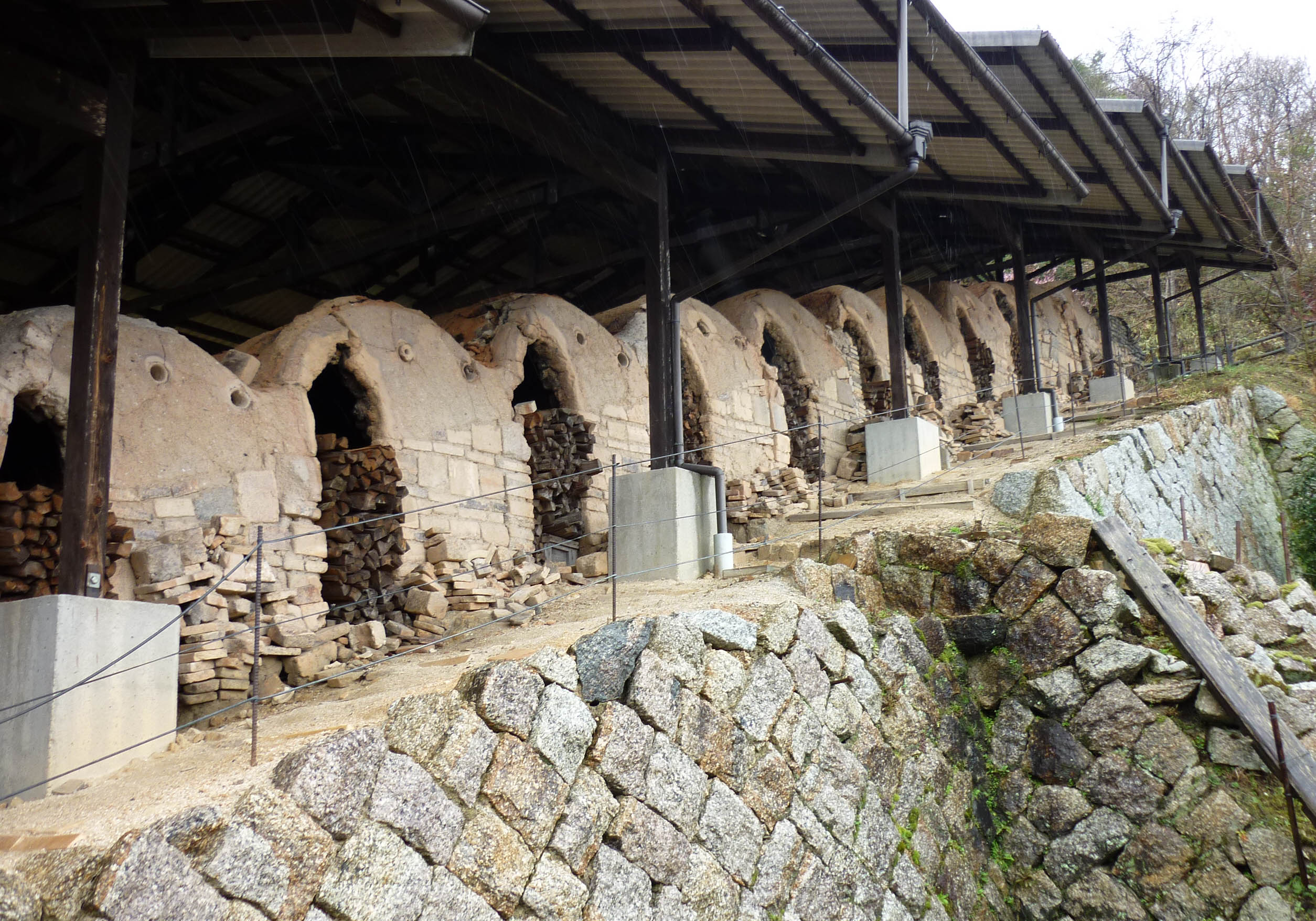
伊賀焼の登り窯。江戸時代の天保という創業時から昭和40年代まで稼働していた16連房旧登り窯で、国の登録有形文化財

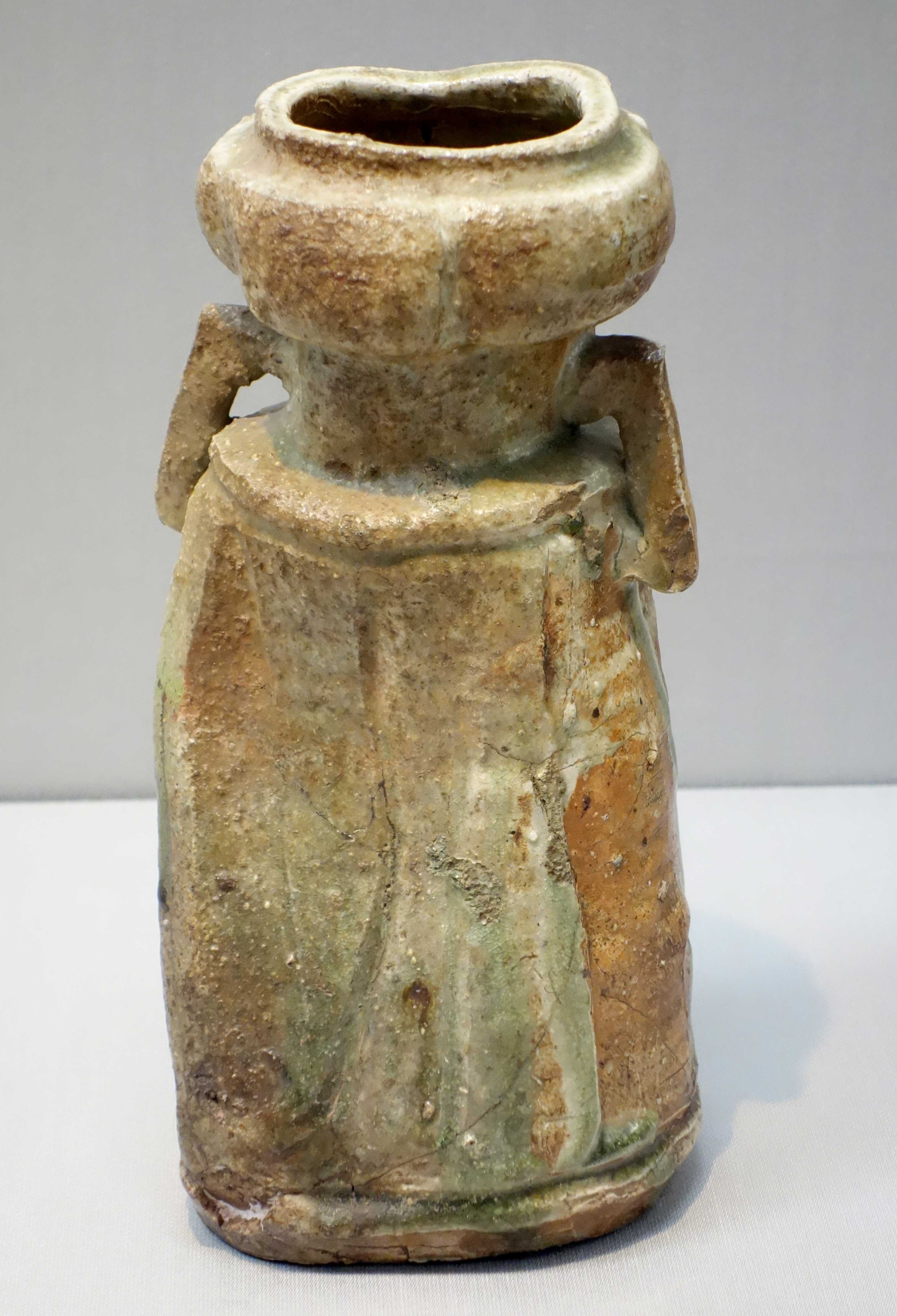
古伊賀耳付花生 江戸時代（17世紀）東京国立博物館

伊賀焼（いがやき）は、三重県伊賀市にて焼かれている陶器。伊賀焼に使われる古琵琶湖地層の土は細かな気孔が多く、熱を蓄えることに優れている。中世に生産された蹲（うずくまる）でも知られる。

## 概要
5世紀前後の発祥とされる伊賀焼の郷・伊賀市には、2021年時点に約50軒の窯元がある。中世の時代には伊賀市の槙山に近い五位ノ木窯跡などで周辺の豊富な陶土と薪の燃料を利用し、信楽焼に似た擂鉢や甕、壺などが焼かれた。
その後、茶の湯が盛んとなった17世紀初めの桃山時代には、伊賀国領主であった筒井定次や藤堂高虎、高次の時代にお庭焼として武将茶人の古田織部などの指導によって、槙山の西光寺窯や丸柱の堂谷窯において、豪放で力強く破格な美意識を持った茶陶の水指や花入が焼かれた。この時代の伊賀焼は「古伊賀」と言われ、ヘラ工具を使用した波状の文様や格子状の押し型文様の他、ゆがみ、緑色のビードロ、灰かぶりや焦げ、鉄釉を垂らすといった作為性の強い意匠が特徴である。「織部好み」と呼ばれる歪みの激しい造形、自然釉や焦げの景色を尊ぶ豪快な侘びを持つ作風とも評される。
藤堂高久が伊賀陶土の乱掘を防ぐ制度を設けた際、多くの陶工が信楽に移り、一時衰退するが、18世紀に入って藤堂高嶷が作陶を奨励したことで「再興伊賀」の時代を迎える。再興伊賀は施釉陶の日常雑器が中心となり、雪平鍋、土瓶、土鍋などが支持を受けて全国に広まった。明治期以降は、伊賀陶土の特性を生かした耐熱食器の生産が主流となり、産地としての基盤が固められた。
なお、伊賀焼を「筒井伊賀」「藤堂伊賀」「遠州伊賀」と区別する場合があるが、それぞれがどこでいつからいつまで焼かれていたのか、伝世している古伊賀がどの区分に該当するのかは推測の域を出ない。桃山時代の時点で槇山窯・丸柱・上野城内の3ケ所で焼かれていたことが現在までの調査で明確になっているが、今後の窯跡調査が待たれている。
1982年11月に国から伝統的工芸品の指定を受けている。

## 代表作
- 耳付水差 銘破袋（五島美術館、重要文化財） - 古田織部の添状が付属
- 耳付花生 銘からたち（畠山記念館、重要文化財）
- 花生（小倉伊賀）（個人蔵（京都国立博物館寄託）、重要文化財）
- 耳付花生 銘寿老人（藤田美術館、重要文化財）
- 擂座花生 銘芙蓉（個人蔵、重要文化財）
- 擂座水差 銘破袋（個人蔵、重要文化財）

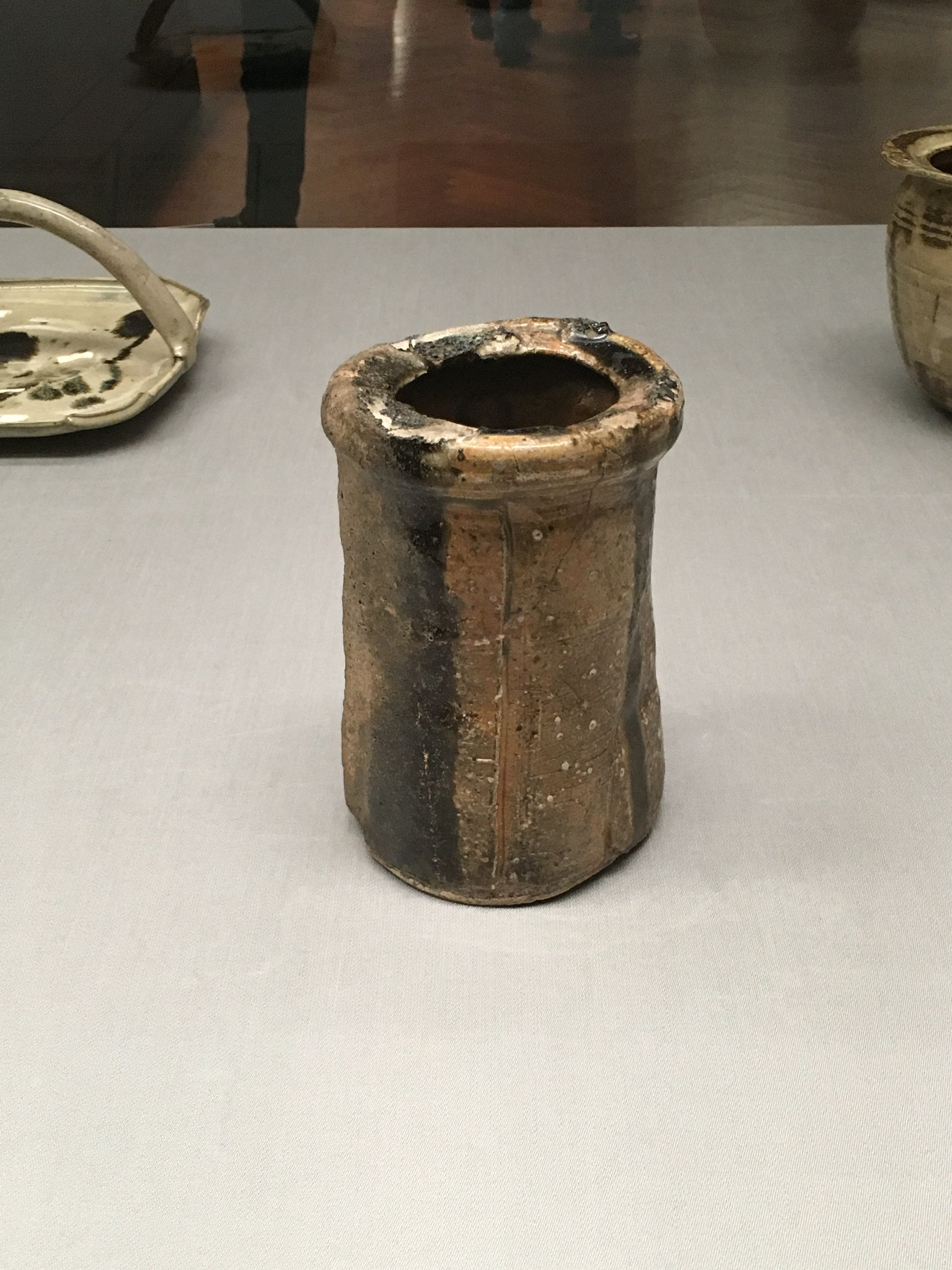
旅枕花入 江戸時代（17世紀）東京国立博物館
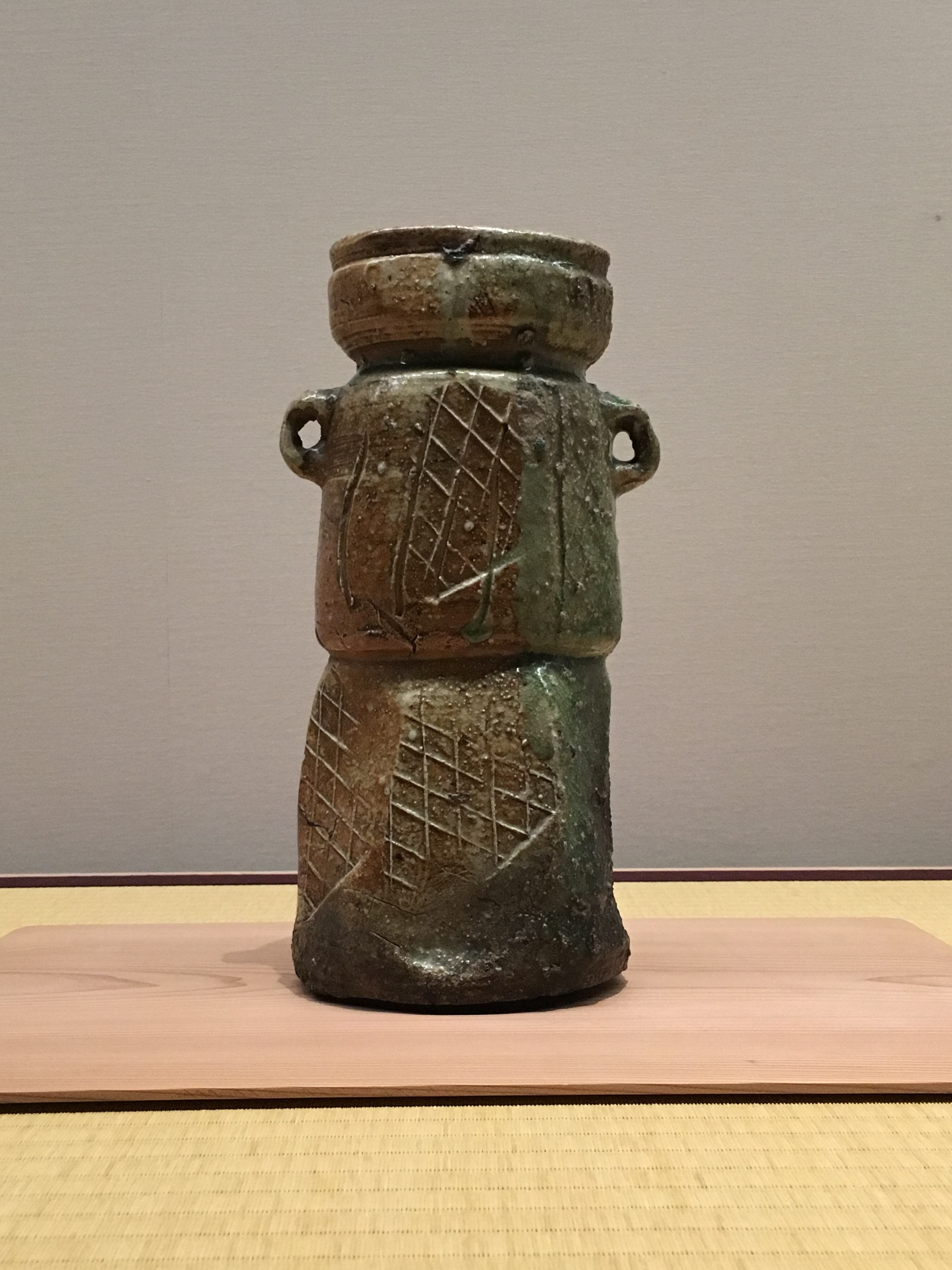
耳付花生 安土桃山時代（17世紀初頭）MOA美術館
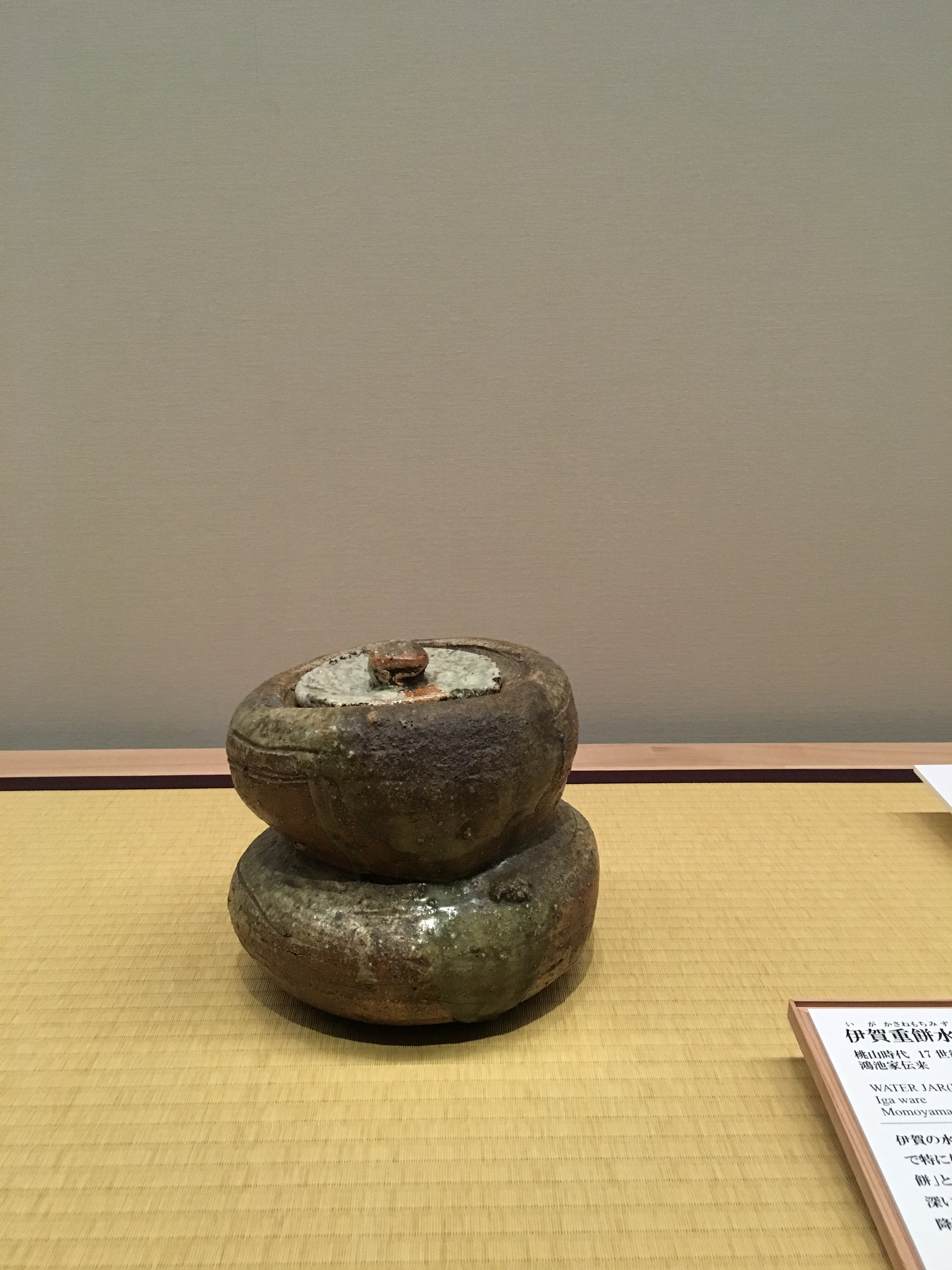
重餅水指 安土桃山時代（17世紀初頭）MOA美術館
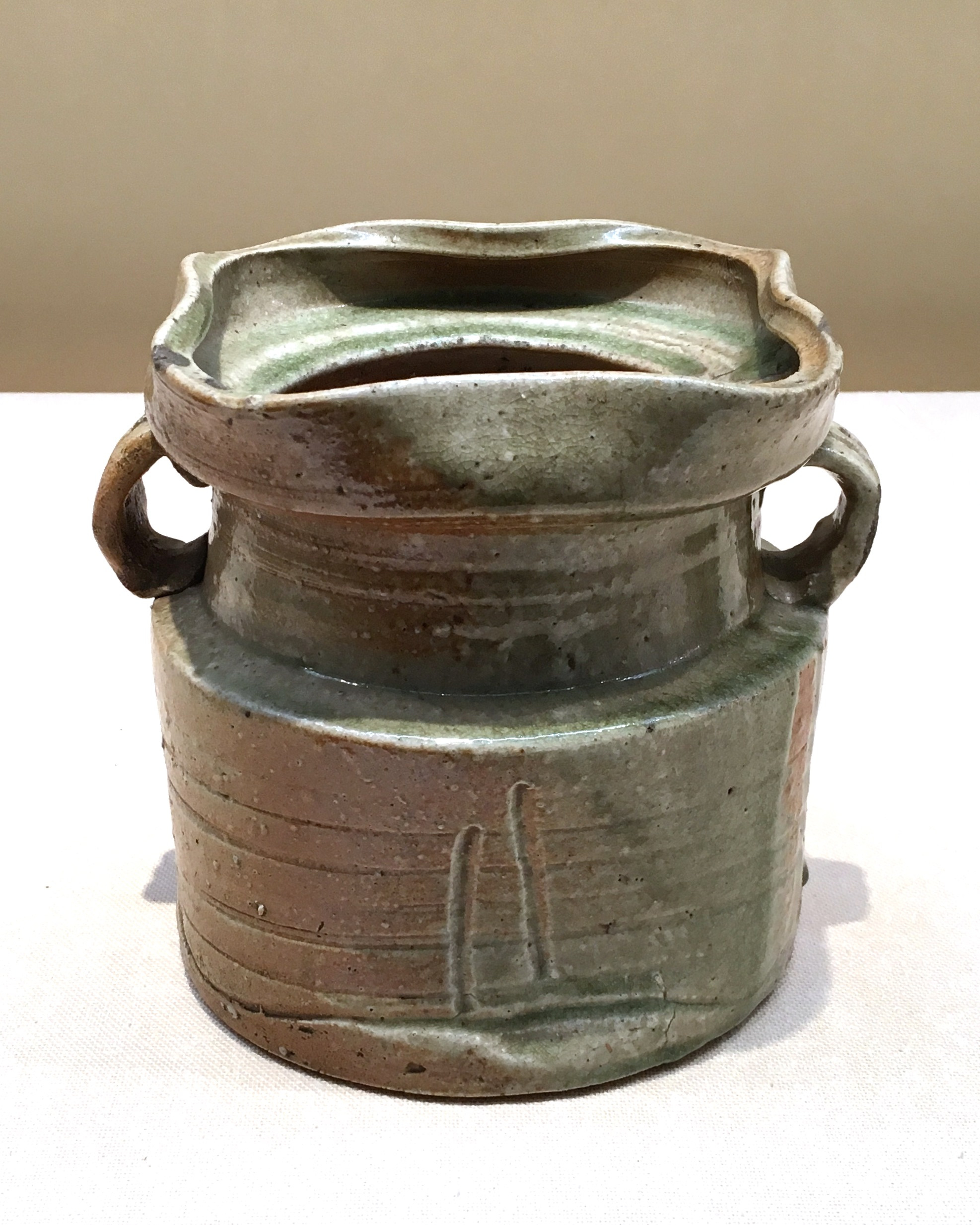
四方口耳付水指 安土桃山時代（17世紀初頭）個人蔵（愛知県陶磁美術館寄託）

## 関連項目

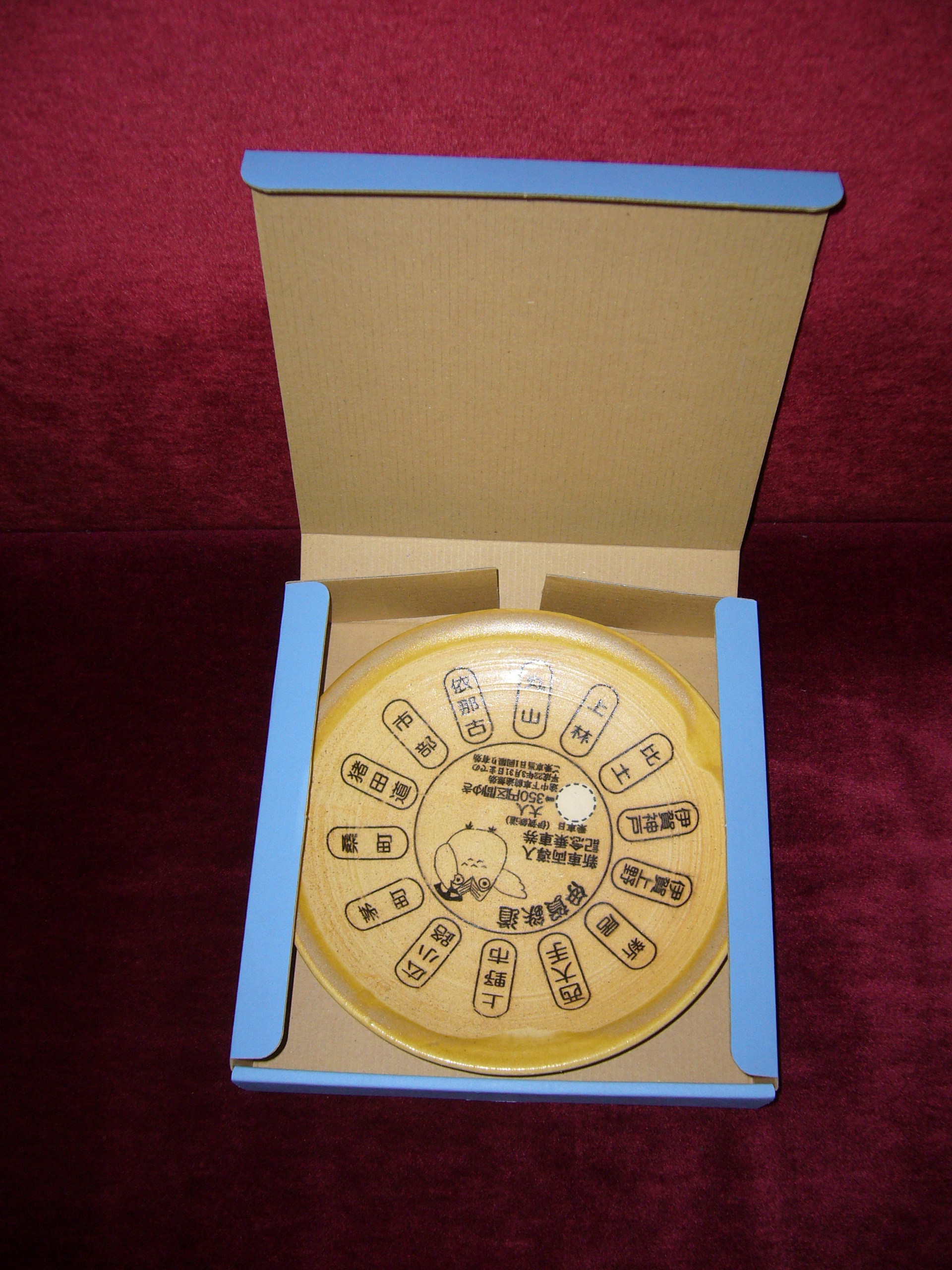
伊賀焼で製作された「お皿きっぷ」/伊賀鉄道で200系の営業運転開始を記念して発売された